# Kemenesszentmárton
Kemenesszentmárton is een plaats (község) en gemeente in het Hongaarse comitaat Vas. Kemenesszentmárton telt 239 inwoners (2001).